# Sune och klantpappan
Sune och klantpappan är den sextonde kapitelboken i Suneserien av Anders Jacobsson och Sören Olsson. Den utkom första gången i juni 1999.

## Bokomslaget
Bokomslaget visar Sune och hans pappa Rudolf.

## Handling
Sune har ett problem: pappa Rudolf. Visserligen har Sunes pappa alltid varit klantig, men nu är det värre än någonsin. Han bryter fingrarna när han ska tapetsera, tappar även bort Isabelle och kommer hem med en tax i stället. Som klasspappa orsakar han en miljökatastrof. På restaurangen får familjen skämmas för hans dåliga uppförande, för att han äter lök som han inte tål. När han ska spika upp en panel hemma slutar det med ett stort hål i väggen. Han backar in i en polisbil. Det är ingen ände på allt han ställer till med. Sune grubblar mycket över sin pappa. Hur har han blivit sådan? Kan hans lillasyster ha något med det här att göra? Hon är precis tvärtom.

### Fotnoter
1. ↑  ”Sune och klantpappan” (på engelska). Worldcat. 12 mars 1999. https://www.worldcat.org/search?q=klantpappan&dblist=638&fq=yr%3A1999&qt=facet_yr%3A. Läst 29 mars 2015.